# Amor fati - et portræt af Peter Seeberg
Amor fati - et portræt af Peter Seeberg er en portrætfilm instrueret af Annette Riisager efter eget manuskript.

## Handling
Amor Fati betyder kærlighed til skæbnen. Denne portrætfilm undersøger, hvad forfatteren Peter Seeberg (1924-1999) forstår ved udtrykket "at komme overens med virkeligheden", og indkredser nogle af hans centrale litterære motiver: Eksistentialisme, identitet, virkelighed, absurdisme m.m. Filmen opsøger de steder Peter Seeberg har været knyttet til i Danmark, Tyskland og Frankrig, og samtidig følger vi hans indre rejse frem mod en identitet som menneske og forfatter. En udvikling, der går fra at være "ond på sin skæbne" til at elske den: Amor Fati.